# RSS Vigilance
RSS Vigilance – singapurska korweta rakietowa z końca XX wieku, jedna z sześciu zamówionych przez Singapur jednostek typu Victory. Okręt został zwodowany 27 kwietnia 1989 roku w stoczni ST Engineering Marine w Singapurze, a do służby w marynarce wojennej Singapuru wszedł 18 sierpnia 1990 roku. Jednostka, oznaczona numerem taktycznym 90 nadal znajduje się w składzie floty i ma status operacyjny (stan na 2021 rok).

## Projekt i budowa
Korwety rakietowe typu Victory zostały zamówione przez Singapur w czerwcu 1986 roku w Niemczech. Projekt okrętów bazował na zbudowanych dla flot Bahrajnu i ZEA jednostkach typu MGB 62, z innym uzbrojeniem i wyposażeniem radioelektronicznym. Z powodu przekroczenia zakładanej masy konstrukcji projekt był uznany za nieudany .
RSS „Vigilance” zbudowany został w stoczni ST Engineering Marine w Singapurze . Okręt został zwodowany 27 kwietnia 1989 roku .

## Dane taktyczno-techniczne
Okręt jest korwetą rakietową o długości całkowitej 62,4 metra (59,9 metra między pionami, 58 metrów na wodnicy), szerokości całkowitej 8,5 metra i zanurzeniu 3,1 metra . Wyporność standardowa wynosi 550 ton, a pełna 600 ton . Okręt napędzany jest przez cztery 16-cylindrowe silniki wysokoprężne MTU 16V 538 TB93 o łącznej mocy 11 MW (15 020 KM), poruszające poprzez wały napędowe czterema śrubami. Maksymalna prędkość jednostki wynosi 35 węzłów. Zasięg wynosi 4000 Mm przy prędkości 18 węzłów .
Uzbrojenie artyleryjskie jednostki składa się z umieszczonej na dziobie w wieży pojedynczej armaty uniwersalnej OTO Melara Super Rapid kalibru 76 mm L/62 . Masa pocisku wynosi 6 kg, donośność 16 000 metrów, a szybkostrzelność 120 strz./min. Broń lufową zestaw uzupełniają cztery pojedyncze wkm CIS 50 kal. 12,7 mm L/90 .
Uzbrojenie rakietowe stanowią dwie poczwórne wyrzutnie przeciwokrętowych pocisków rakietowych Harpoon RGM-84C (okręt przenosi osiem rakiet) . Pocisk rozwija prędkość 0,9 Ma, masa głowicy bojowej wynosi 227 kg, a maksymalny zasięg wynosi 130 km. Okręt wyposażony jest też w dwie potrójne wyrzutnie torpedowe kal. 324 mm . Torpedy ZOP A244S Mod 3 mają głowicę bojową o masie 34 kg i zasięg 7 000 metrów przy prędkości 33 węzłów.
Wyposażenie radioelektroniczne obejmuje radar nawigacyjny Kelvin Hughes 1007, radar dozoru ogólnego Sea Giraffe 150HC, system kierowania ogniem Elta E/M-2221(X), sonar Thomson Sintra TSM 2064, zintegrowany system walki Elbit oraz systemy rozpoznania elektronicznego Elisra SEWS-1101 i Rafael RAN-1010 . Na okręcie zamontowano też dwie wyrzutnie celów pozornych Plessey i dwie podwójne wyrzutnie celów pozornych Rafael.
Załoga okrętu składa się z 8 oficerów oraz 41 podoficerów i marynarzy.

## Służba

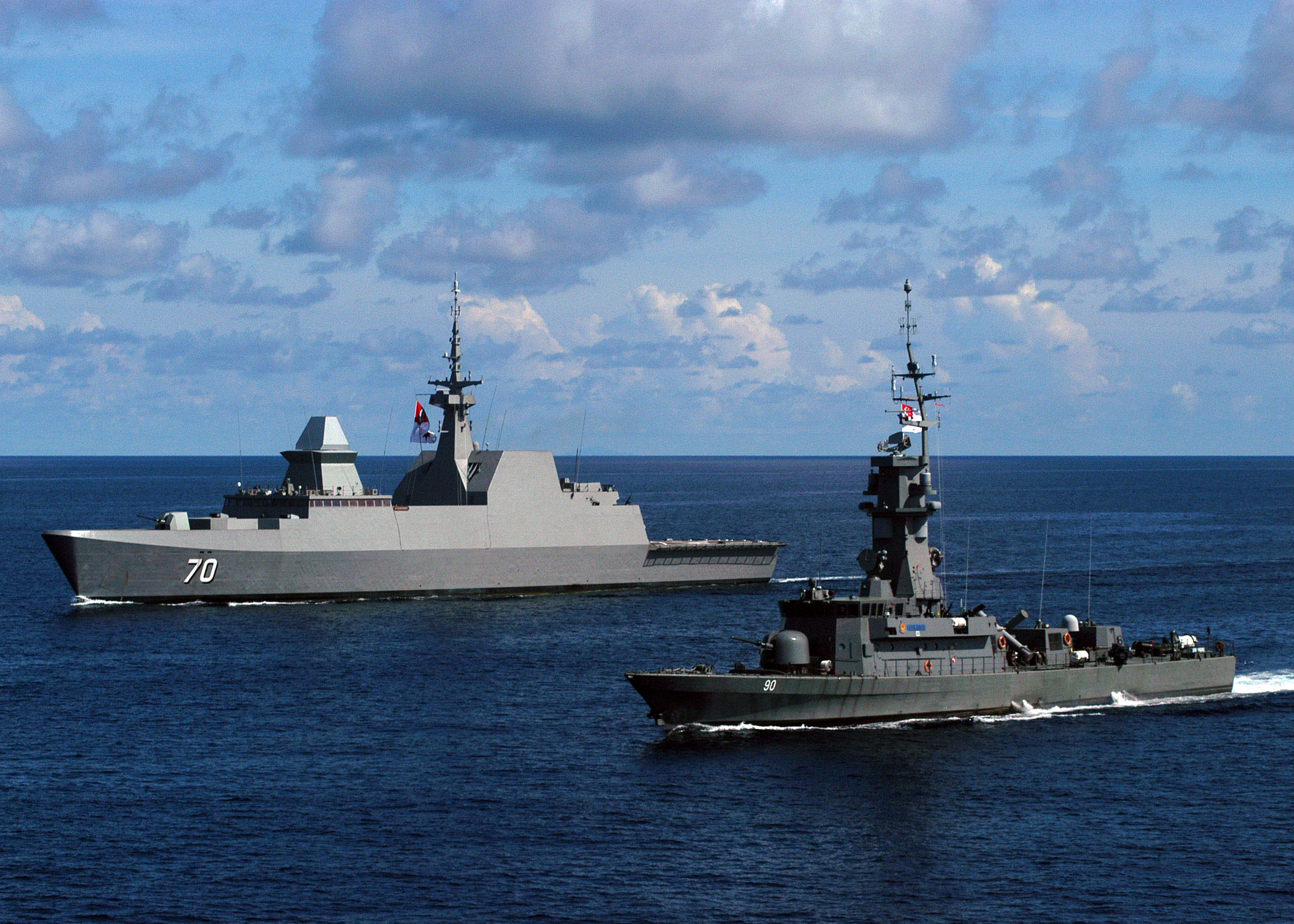
RSS „Vigilance” i RSS „Steadfast” w 2010 r.

RSS „Vigilance” został przyjęty do służby w marynarce wojennej Singapuru 18 sierpnia 1990 roku. Okręt otrzymał numer taktyczny 90 . W latach 1995–1998 na okręcie zainstalowano dwie ośmioprowadnicowe wyrzutnie przeciwlotniczych pocisków rakietowych Barak. Pocisk rozwija prędkość 2 Ma, masa głowicy bojowej wynosi 22 kg, a maksymalny zasięg wynosi 10 km. Na początku XXI wieku okręt (wraz z siostrzanymi korwetami „Victory”, „Valour”, „Valiant”, „Vigour” i „Vengeance”) wchodził w skład 188. dywizjonu 1. Flotylli. W 2011 roku zdemontowano wyrzutnie torped i radar Sea Giraffe 150HC, instalując w zamian radar Sea Giraffe AMB . Jednostka nadal znajduje się w składzie floty i ma status operacyjny (stan na 2021 rok) .